# Chalcis myrifex
Chalcis myrifex is een vliesvleugelig insect uit de familie bronswespen (Chalcididae). De wetenschappelijke naam is voor het eerst geldig gepubliceerd in 1776 door Sulzer.